# Tony Pond
Anthony "Tony" Pond (Hillingdon, 23 november 1945 – Londen, 7 februari 2002) was een Brits rallyrijder. In de jaren zeventig en tachtig was hij een gevierd rijder op de Britse rallypaden, maar trad hij ook met regelmaat op in het Wereldkampioenschap Rally.

## Carrière

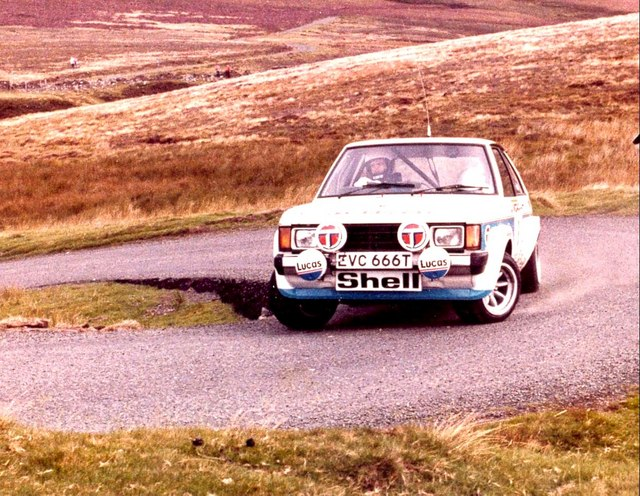
Tony Pond actief voor Talbot in de Manx International Rally in 1979

Tony Pond debuteerde in 1967 in de rallysport. Vanaf midden jaren zeventig was hij een van de voornaamste rijders in het Brits rallykampioenschap. Met Triumph behaalde hij meerdere overwinningen, maar een titel bleef uit. Nadat Triumph ophield als autofabrikant, en hij in de tussentijd nog een aanbod van Fiat afsloeg, werd Pond rijder bij Datsun (later herdoopt tot Nissan), waarmee hij een stunt wist uit te halen door als derde te eindigen tijdens de Rally van Corsica in het Wereldkampioenschap Rally in 1981; een asfalt evenement waar een team als Datsun een hoge klassering niet had verwacht. Twee jaar later behaalde hij tijdens diezelfde rally met Nissan nog een zesde plaats, maar competitiviteit ontbrak doorgaans, en Pond sloot zich vervolgens aan bij Austin Rover.
In 1984 reed Pond nog een aantal evenementen met de Groep A Rover Vitesse, maar op dat moment was het team al bezig met de ontwikkeling van een Groep B-auto, die later met Pond als piloot zou debuteren als de MG Metro 6R4. Het officiële debuut
met de 6R4 kwam in 1985, en Pond bewees meteen de potentie van de wagen. De eerste opwachting in het WK kwam later dat jaar in Groot-Brittannië, waar Pond een sterk optreden maakte en tot aan het eind van de rally de fabrieks-Lancia Delta S4's nog wist te achtervolgen in het klassement, om uiteindelijk de derde plaats op zich te nemen. Dit beloftevolle resultaat zorgde voor een groter WK-programma in het seizoen 1986, maar dat liep echter uit op een fiasco. De auto bleek onbetrouwbaar en kon het tempo van de concurrentie niet aan. Pond wist gedurende het seizoen geen punt te scoren tot aan zijn thuisrally in Groot-Brittannië, waarin hij deze keer op een zesde plaats eindigde. Al eerder in het seizoen werd de Groep B klasse na een serie van dodelijke ongevallen door de FIA verboden voor competitie ingaand vanaf het seizoen 1987, waardoor Austin Rover noodgedwongen zijn project moest stopzetten en Pond uiteindelijk besloot zijn actieve carrière als rallyrijder te beëindigen.
Pond bleef vervolgens aan bij Austin Rover, nu voornamelijk als ontwikkelaar en testrijder. Wederom achter het stuur van een Rover Vitesse, wist hij in 1990 het hoogste gemiddelde snelheidsrecord, dat van 160 km per uur, neer te zetten op het Isle of Man motorcircuit. Pond was daarnaast ook een liefhebber van motorrijden, waarmee hij tevens competitief succes wist te boeken.
Tony Pond overleed in februari 2002, na een langdurig gevecht tegen kanker. Hij liet een vrouw en zoon achter.

## Complete resultaten in het Wereldkampioenschap Rally

### Overzicht van deelnames
| Seizoen | Inschrijving                         | Auto                       | 1      | 2   | 3      | 4     | 5      | 6      | 7      | 8     | 9   | 10     | 11     | 12     | 13  | Pos. | Punten |
| ------- | ------------------------------------ | -------------------------- | ------ | --- | ------ | ----- | ------ | ------ | ------ | ----- | --- | ------ | ------ | ------ | --- | ---- | ------ |
| 1974    | Dealer Team Opel                     | Opel Ascona                | POR    | KEN | FIN    | ITA   | CAN    | VST    | GBR NF | FRA   |     |        |        |        |     | -    | -      |
| 1975    | Dealer Team Opel                     | Opel Kadett GT/E           | MON    | ZWE | KEN    | GRI   | MAR    | POR    | FIN    | ITA   | FRA | GBR 4  |        |        |     | -    | -      |
| 1976    | British Leyland Cars                 | Triumph TR7                | MON    | ZWE | POR    | KEN   | GRI    | MAR    | FIN    | ITA   | FRA | GBR NF |        |        |     | -    | -      |
| 1977    | British Leyland Cars                 | Triumph TR7                | MON    | ZWE | POR    | KEN   | GRI    | NZL    | FIN    | ITA   | CAN | FRA NF | GBR 8  |        |     | -    | -      |
| 1978    | British Leyland Cars                 | Triumph TR7 V8             | MON    | ZWE | POR    | KEN   | GRI    | FIN    | CAN    | ITA   | IVK | FRA NF |        |        |     | -    | -      |
| 1978    | British Airways                      | Triumph TR7 V8             |        |     |        |       |        |        |        |       |     |        | GBR 4  |        |     | -    | -      |
| 1979    | Talbot                               | Talbot Sunbeam Lotus       | MON    | SWE | POR    | KEN   | GRE    | NZL    | FIN    | ITA 4 | CAN | FRA    |        |        |     | 25   | 10     |
| 1979    | Chrysler Competitions Centre         | Talbot Sunbeam Lotus       |        |     |        |       |        |        |        |       |     |        | GBR NF | IVK    |     | 25   | 10     |
| 1980    | British Leyland Cars                 | Triumph TR7 V8             | MON    | ZWE | POR NF | KEN   | GRI    | ARG    | FIN    | NZL   | ITA | FRA    | GBR 8  | IVK    |     | 50   | 3      |
| 1981    | Team Datsun Europe                   | Datsun 160J                | MON    | ZWE | POR 5  | KEN   |        |        |        |       |     |        |        |        |     | 17   | 20     |
| 1981    | Team Datsun Europe                   | Datsun Violet GT           |        |     |        |       | FRA 3  | GRI    | ARG    | BRA   | FIN | ITA NF | IVK    |        |     | 17   | 20     |
| 1981    | Dealer Team Vauxhall                 | Vauxhall Chevette 2300 HSR |        |     |        |       |        |        |        |       |     |        |        | GBR NF |     | 17   | 20     |
| 1982    | Team Nissan Europe                   | Nissan Violet GT           | MON    | ZWE | POR NF |       |        |        |        |       |     |        |        |        |     | 24   | 10     |
| 1982    | D.T. Dobie & Co                      | Nissan Violet GTS          |        |     |        | KEN 4 | FRA    |        |        |       |     |        |        |        |     | 24   | 10     |
| 1982    | N.I. Theocharakis S.A.               | Nissan Violet GTS          |        |     |        |       |        | GRI NF |        |       |     |        |        |        |     | 24   | 10     |
| 1982    | Nissan Motor Co Ltd.                 | Nissan Violet GTS          |        |     |        |       |        |        | NZL NF | BRA   | FIN | ITA    | IVK    |        |     | 24   | 10     |
| 1982    | Blydenstein Racing                   | Vauxhall Chevette 2300 HSR |        |     |        |       |        |        |        |       |     |        |        | GBR NF |     | 24   | 10     |
| 1983    | Team Nissan Europe                   | Nissan 240RS               | MON    | ZWE | POR    | KEN   | FRA 6  | GRI    | NZL    | ARG   | FIN | ITA    | CIV    | GBR    |     | 30   | 6      |
| 1984    | Unipart Rallying                     | Rover Vitesse              | MON    | ZWE | POR    | KEN   | FRA    | GRI    | NZL    | ARG   | FIN | ITA    | IVK    | GBR NF |     | -    | 0      |
| 1985    | Computervision Rallying with Mobil   | MG Metro 6R4               | MON    | ZWE | POR    | KEN   | FRA    | GRI    | NZL    | ARG   | FIN | ITA    | IVK    | GBR 3  |     | 20   | 12     |
| 1986    | Austin Rover World Championship Team | MG Metro 6R4               | MON NF | ZWE | POR NF | KEN   | FRA NF | GRI    | NZL    | ARG   | FIN | IVK    | ITA NF | GBR 6  | VST | 42   | 6      |